# جیمز لاکستون
جیمز لاکستون (انگلیسی: James Laxton) یک فیلم‌بردار اهل ایالات متحده آمریکا است. وی از سال ۲۰۰۳ میلادی تاکنون مشغول فعالیت بوده‌است.

## فیلمبرداری
- مهتاب
- عاج فیل
- لحظه
- کمپ ایکس ری